# Ducat de Lancaster

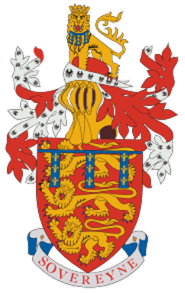
Escut del Ducat de Lancaster.

El Ducat de Lancaster és un dels dos ducats reials d'Anglaterra, l'altre és el Ducat de Cornualla. Es manté com a llegat del Rei d'Anglaterra, i s'utilitza per generar ingressos per l'ús de la monarquia britànica. El Ducat de Cornualla genera ingressos pel Príncep de Gal·les.
El ducat comprèn 18700 hectàrees, incloent desenvolupaments urbans clau, edificis històrics, i terra agrícola en força parts d'Anglaterra i Gal·les, com també grans propietats a Lancashire. Des de l'any fiscal de 2010, es valora amb 348 milions de lliures esterlines. El Canceller del Ducat de Lancaster és un Ministre del Govern nomenat pel sobirà amb el consell del Primer Ministre. El Canceller és 'refutable al Parlament' pel funcionament del ducat.